# 大野修司
大野 修司（おおの しゅうじ、1902年（明治35年）12月8日 - 1970年（昭和45年）2月3日）は、日本の実業家。トヨタ自動車工業（現・トヨタ自動車）で25年にわたり役員を務め、代表取締役副社長在任中に死去した。

## 来歴・人物
1902年、栃木県に出生。
1925年、明治大学法学部卒業。豊川順弥（豊川良平（三菱財閥）の長男）が設立した白楊社に入社後、東京ブレス工業顳問、支配人などを歴任。
1937年、豊田喜一郎に招聘され、豊田自動織機製作所に入社。豊田が推進した「ジャスト・イン・タイム」構想を支え、協豊会設立や部品メーカー育成に貢献。
1939年、原材料の量・価格が統制されていた当時の自動車業界において、協力工場の代表者と意見交換を行う場として、第1回が開かれた「トヨタ自動車下請懇談会」（国産自動車下請工業確立助成座談会、現在の「協豊会」）は、大野の貢献により継続的に実施されることになり、会社と協力工場の緊密な関係の源泉となった。
1963年には東洋歯車株式会社（現在の株式会社ジェイテクトギヤシステム）に第2代社長に就任し、死去する1970年まで社長を務めた。1969年にはトヨタ自動車の副社長となっていた大野の発案により、仕入先においてもTQC活動を浸透させるため、「トヨタ品質管理賞」が制定された。同賞は、品質保証、原価管理、生産性向上、技術開発などの各分野における実質的な成果だけでなく、トップや従業員全体の和を醸成させるなど、有形・無形のメリットを生み、今日のトヨタグループの形成に大きく貢献したとされる。
元々、同族会社であったトヨタにあって、1945年 - 1970年の約25年間にわたり役員を務め、部品企業集団としての今日のトヨタを育て上げたとされる。
1970年、代表取締役副社長在任中に直腸腫瘍のため死去。勲二等瑞宝章受章。